# 2,3-Dimetilpentano
2,3-Dimetil-pentano é um dos isômeros do heptano. Este composto e o 3-Metil-hexano são os menores alcanos que apresentam isomeria ótica.